# Samsung Tower Palace
Le Tower Palace, ou Samsung Tower Palace est un complexe de sept gratte-ciel édifiés au début des années 2000 à Séoul en Corée du Sud. Il se subdivise en trois parties.

## Tower Palace One
Le Tower Palace One comprend les tours A, B, C et D.

## Tower Palace Two
Le Tower Palace Two comprend deux tours : la tour E et la tour F.

## Tower Palace Three
Le Tower Palace Three ne comprend que la tour G construite en 2003 qui mesure 263,7 mètres pour 69 étages.
Les architectes du Tower Palace Three sont l'agence américaine Skidmore, Owings and Merrill et l'agence coréenne Samoo Architects & Engineers, et le maître d’œuvre est l'entreprise Samsung C&T.